# Luhînkî, Luhînî
Luhînkî (în ucraineană Лугинки) este un sat în așezarea urbană Luhînî din raionul Luhînî, regiunea Jîtomîr, Ucraina.

## Demografie
Componența lingvistică a localității Luhînkî
     Ucraineană (95,92%)
     Rusă (1,68%)
     Română (1,68%)
     Alte limbi (0,24%)
Conform recensământului din 2001, majoritatea populației localității Luhînkî era vorbitoare de ucraineană (95,92%), existând în minoritate și vorbitori de rusă (1,68%) și română (1,68%).